# 绅士街 (伯尔尼)
绅士街（Herrengasse）是瑞士伯尔尼的中世纪市中心伯尔尼老城的一条街道，东西走向，东起伯尔尼大教堂前的大教堂广场，西到赌场广场（Casinoplatz）。在其南侧，地势朝着阿勒河急剧下降。它是伯尔尼最古老的宰林根城（Zähringerstadt）的最南端，结束于第一道城墙。
在绅士街上有三座建筑物列入瑞士国家和区域重要文化财产名录 它是包含旧城的联合国教科文组织世界文化遗产的一部分。

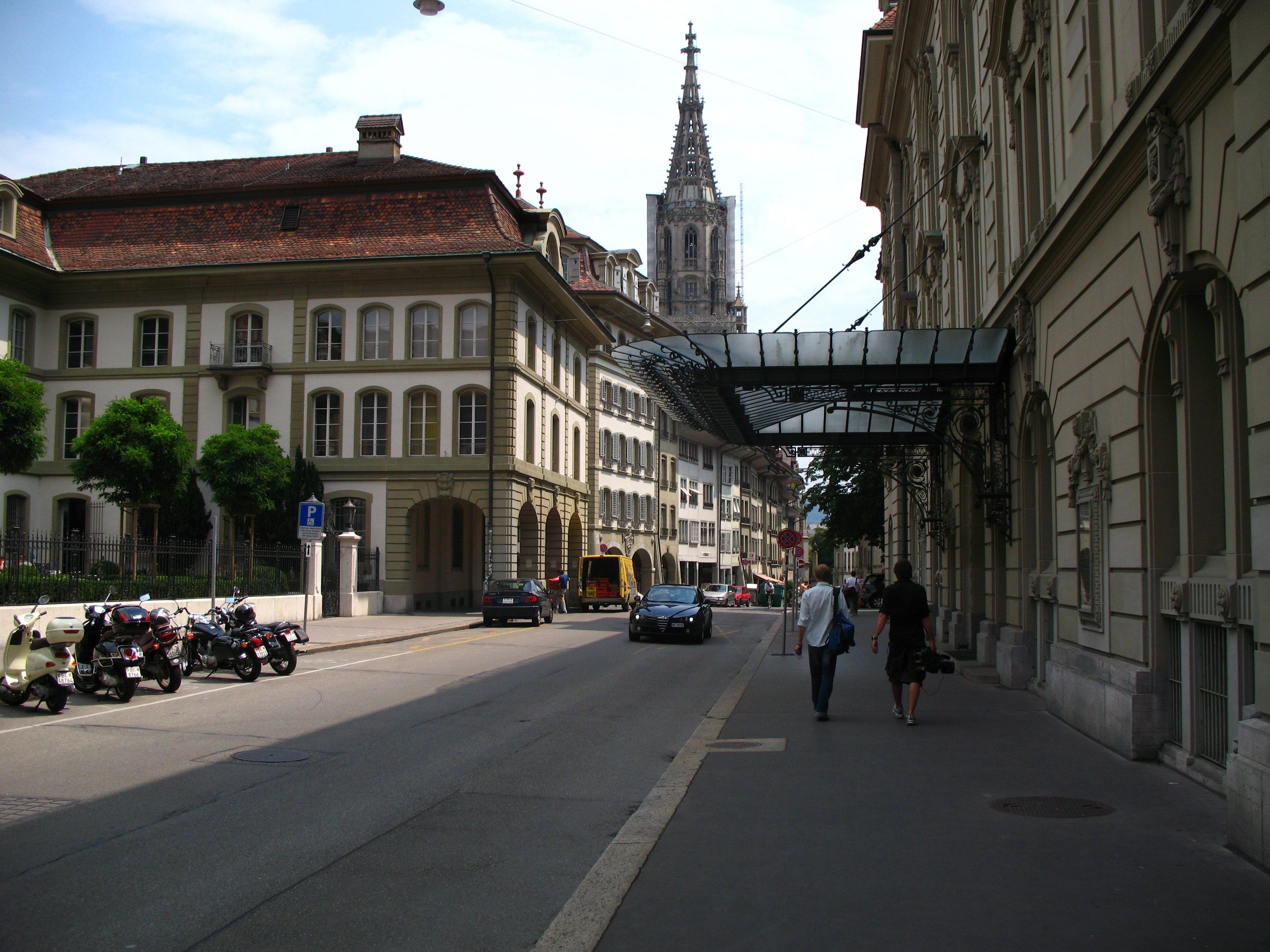
绅士街

## 历史
1191年伯尔尼建城之初，绅士街所在的西南角仍然空置，1255年，方济各会得到城墙附近的这块土地。次年，大教堂广场南侧建起了条顿骑士团的房屋。连接大教堂、骑士团和方济各会修道院的小径就是今天的绅士街。海因里希·冯·埃格登骑士于1271年11月在路边买了一个房子。这条路在1312年被称为“vicus de Egerdon”，在1316年被称为“herrengass von Egerdon”。在16世纪初，这个名字缩写为绅士街。
在1405年5月14日大火期间，整条绅士街和伯尔尼的大部分均被破坏。1427年，条顿骑士团在绅士街东南角修造了新的建筑，1479年-1483年，方济会也在绅士街西端的小广场建造了新教堂。在1491年和1506年之间，绅士街东端的几个建筑物被拆，开辟了大教堂广场。到1535年，新的方济会教堂沦为废墟，修会离开了城市。教堂原址在1577年建造了拉丁学校（Lateinschule）。

## 建筑
绅士街上有三座建筑物列入瑞士国家和区域重要文化财产名录：

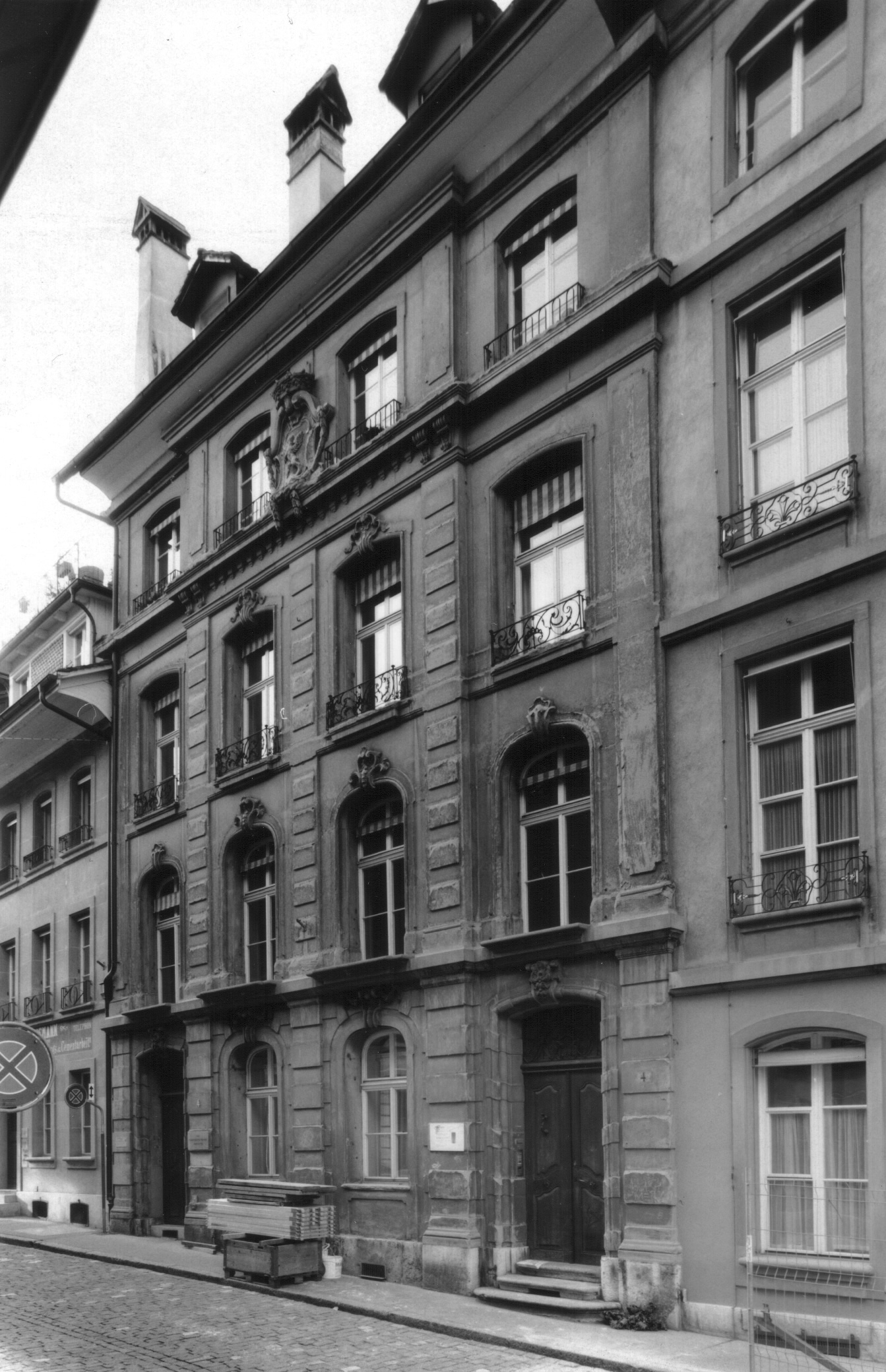
绅士街4号

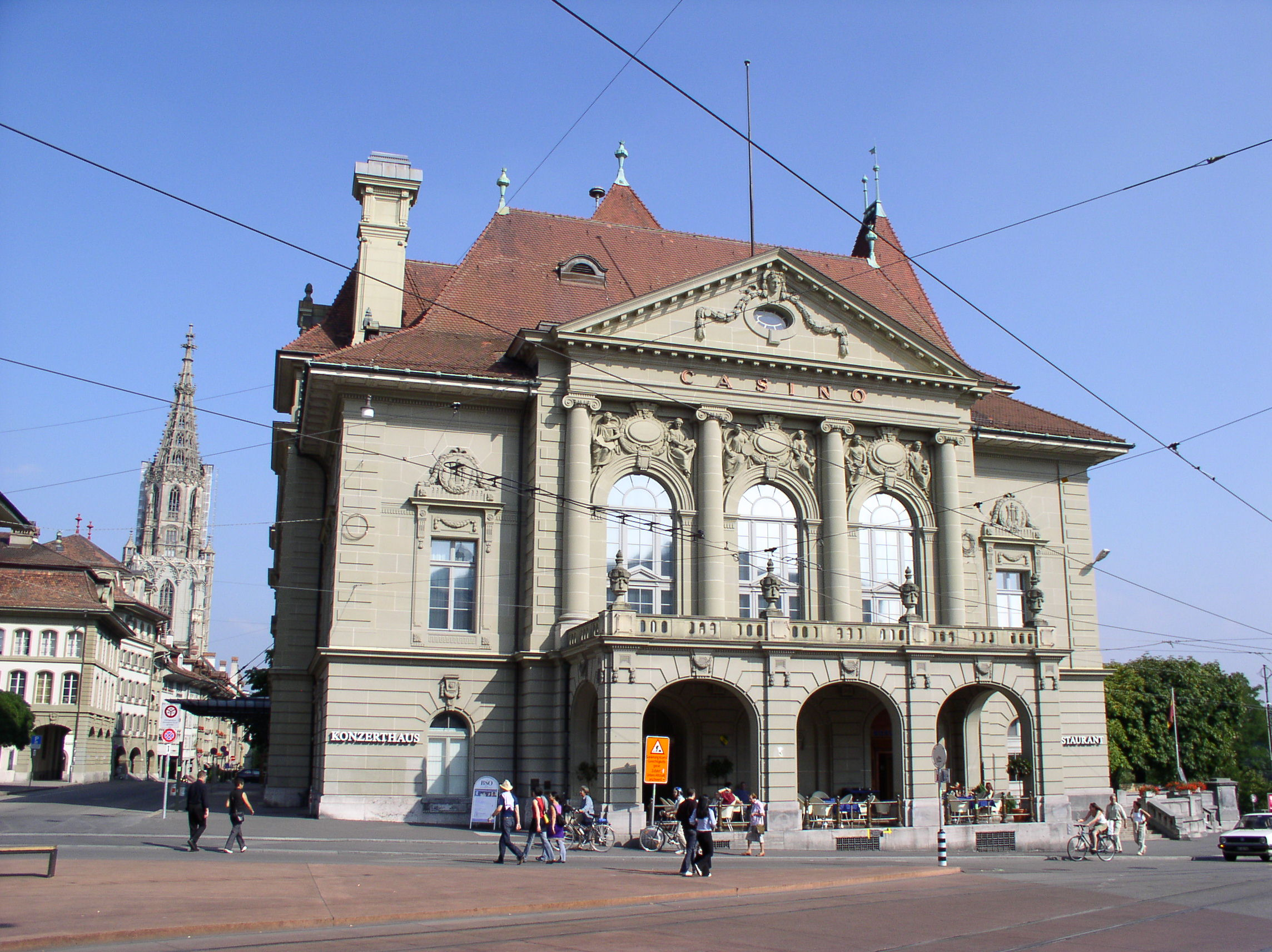
绅士街25号赌场

- 绅士街4号：建于1756年至1765年[4]
- 绅士街23号：可追溯到中世纪[5]
- 赌场